# Lac Chico (Chubut)
Le Lac Chico est un lac andin d'origine glaciaire situé en Argentine, sur le territoire de la province de Chubut, dans le département de Futaleufú, en Patagonie. 

## Géographie
Le lac a la forme d'un losange dont le grand axe est allongé du nord-ouest vers le sud-est, sur plus ou moins 1,9 kilomètre. Il est entièrement situé au sein du parc national Los Alerces. 

## Tributaire et émissaire
Le río Stange issu du lac Stange qui s'allonge au nord-ouest est à la fois le principal tributaire et le seul émissaire du lac Chico. 

Le río Stange se jette dans le lac Krüger distant de quelque 4,2 kilomètres à vol d'oiseau. 

En amont, l'extrémité sud-orientale du lac Stange est distante de 4,4 kilomètres.